# Doxorubicină
Doxorubicina este un agent chimioterapic din clasa antraciclinelor și este utilizat în tratamentul unor forme de cancer. Calea de administrare disponibilă este cea intravenoasă.
Molecula a fost izolată inițial din specia Streptomyces peucetius din genul Streptomyces și a fost aprobată pentru uz medical în Statele Unite ale Americii în anul 1974. Se află pe lista medicamentelor esențiale ale Organizației Mondiale a Sănătății.

## Utilizări medicale
Doxorubicina  este utilizată în tratamentul următoarelor forme de cancer:
- cancer mamar metastazat, în asociere cu ciclofosfamidă[10] sau alți agenți
- cancer ovarian
- cancer vezical
- cancer pulmonar cu celule mici
- mielom multiplu
- sarcom Kaposi, la pacienții cu SIDA